# Chinnasettyhalli, Gubbi
Chinnasettyhalli là một làng thuộc tehsil Gubbi, huyện Tumkur, bang Karnataka, Ấn Độ.